# Anne-Marie Couderc
Pour les articles homonymes, voir Couderc.
Anne-Marie Couderc, née le 13 février 1950 à Aubusson (Creuse), est une femme politique et dirigeante d'entreprises française.
Députée de Paris de 1993 à 1995 et secrétaire d'État puis ministre chargée de l'Emploi de 1995 à 1997, elle est présidente de la société Presstalis, de 2010 à 2017 et présidente non exécutive d'Air France-KLM de 2018 à 2024.

## Biographie
Anne-Marie Couderc est originaire de la Creuse. Elle possède une maison à Moutier-Rozeille.
Avocate de formation, elle commence sa carrière au barreau de Paris, avant de rejoindre en 1982, en qualité d'adjointe au secrétaire général, le groupe Presse Hachette devenu Hachette Filipacchi Presse en 1993, groupe dans lequel elle exerce plusieurs fonctions.
Conseillère de Paris puis adjointe au maire Jacques Chirac, députée de Paris élue dans la 9e circonscription, elle est nommée en 1995 secrétaire d’État auprès du Premier ministre, chargée de l'Emploi, dans le premier gouvernement Juppé puis ministre déléguée auprès du ministre du Travail et des Affaires sociales (Jacques Barrot), chargée de l'Emploi, dans son second gouvernement. Elle fait partie des « juppettes ».
En 1997, elle devient directrice générale adjointe et membre du comité éditorial du groupe Hachette Filipacchi Médias, directrice générale de Presse magazine France et présidente du conseil de gérance de Hachette Filipacchi Associés.
Directrice de plusieurs publications, elle exerce également la responsabilité du développement des produits éditoriaux de Hachette Filipacchi Médias. Comme par exemple, à la tête de Hafimage, le pôle photo d'HFA, lors des acquisitions successives des agences photographiques Gamma, Rapho, Keystone et l'Illustration par le Groupe Hachette. 
Elle organise la restructuration du magazine Première en remplaçant Alain Kruger par Patrick Mahé, au lendemain des attentats du 11 septembre 2001, mais en août 2005, valide la couverture de Paris Match, sur Cécilia Sarkozy et Richard Attias, en l'absence d'Arnaud Lagardère et se voit licenciée.
D'octobre 2004 à juin 2010, elle est présidente du SPMI (Syndicat de la presse magazine et d’information). En juin 2005, elle est nommée vice-présidente du Conseil supérieur des messageries de presse.
Elle rejoint le conseil de gérance de Presstalis au titre du groupe Lagardère en 2007. Elle devient directrice générale de Presstalis le 23 août 2010. Elle le demeure jusqu'au 30 juin 2011, date à laquelle elle est élue présidente du conseil d'administration à la suite du changement de statut de la société. Peu après avoir été nommée PDG par intérim d’Air France-KLM en mai 2018, un rapport parlementaire critique sa gestion de Presstalis de 2010 à 2017 : regroupements d’activité sans logique économique, rachats très coûteux de dépôts en région, usage démesuré de l’affacturage, notes de frais trop importantes des équipes dirigeantes.
Elle entre au conseil d'administration de Plastic Omnium en décembre 2010.
En 2015, elle intègre le Conseil économique, social et environnemental en tant que représentante des entreprises privées industrielles, commerciales et de services.
Le 15 mai 2018, elle est nommée présidente d'Air France-KLM par intérim, en remplacement de Jean-Marc Janaillac. Elle était jusque là administratrice indépendante du groupe et présidente du comité de nominations du conseil d'administration. Il s'agit d'une présidence non exécutive, la gestion opérationnelle des affaires courantes étant assurée par les patrons des deux compagnies Air France (Anne Rigail) et KLM (Pieter Elbers), ainsi que par le directeur financier Frédéric Gagey. Le 16 août 2018, Benjamin Smith est nommé directeur général d'Air France-KLM à la suite d'un conseil d'administration, Anne-Marie Couderc restant présidente non exécutive. 
En septembre 2024, elle démissionne de son poste chez Air France, atteinte par la limite d'âge, et est remplacée par Florence Parly'.

## Détail des mandats et fonctions

### Mandats électifs
- 1983-2001 : conseillère de Paris
- 1989-2001 : adjointe au maire de Paris
- 1993-1995 : députée de Paris (9e circonscription : 13e arrondissement)

### Fonctions gouvernementales
- Secrétaire d'État auprès du Premier ministre, chargée de l'Emploi, dans le premier gouvernement Juppé (du 18 mai au 6 novembre 1995).
- Ministre déléguée auprès du ministre du Travail et des Affaires sociales, chargée de l'Emploi, dans le deuxième gouvernement Juppé (du 6 novembre 1995 au 4 juin 1997).

## Décorations
Anne-Marie Couderc est nommée au grade de chevalier dans l'ordre national de la Légion d'honneur le 19 avril 2000 au titre de « ancienne ministre, présidente du conseil de gérance d'un groupe de presse ; 27 ans d'activités professionnelles et de fonctions électives », puis est promue au grade d'officier le 2 avril 2010 au titre de « directrice déléguée auprès du président d'un groupe audiovisuel ».
Elle est directement nommée au grade d'officier dans l'ordre national du Mérite le 14 mai 2004 au titre de « ancienne ministre, directrice générale adjointe d'une société d'éditions ; 31 ans d'activités professionnelles et de services civils », puis est promue au grade de commandeur le 30 novembre 2019 au titre de « ancienne ministre, présidente non exécutive d'une entreprise de transport aérien ».